# Muzeum Łużyckie w Budziszynie
Muzeum Łużyckie w Budziszynie (górnołuż. Serbski muzej Budyšin, niem. Sorbisches Museum in Bautzen) – muzeum kultury Serbołużyczan zlokalizowane w Budziszynie przy Ortenburg 3.

## Historia
Początki zbiorów placówki sięgają roku 1856, kiedy to Maćica Serbska uruchomiła swoją Sekcję Starożytności. Początkowo gromadzono głównie zabytki archeologiczne i rzemiosło łużyckie. Za namową Arnošta Muki postanowiono rozszerzyć kolekcję i utworzyć samodzielne muzeum serbołużyckie. Stało się to na fali tworzenia regionalnych muzeów etnograficznych w całej Europie. Placówka powstała w roku 1900 w pomieszczeniach Domu Serbskiego.
W 1937 naziści niemieccy wydali zakaz działalności kulturalnej Serbołużyczan. Zbiory muzealne przekazano do Muzeum Miejskiego. Dom Serbski zamknięto. Uległ on wypaleniu w czasie bitwy budziszyńskiej w 1945. Zbiory ponownie udostępniono zwiedzającym w 1974 w pomieszczeniach dawnego miejskiego składu soli (górnołuż. sólnica) pochodzącego z 1782. Był to wówczas oddział Muzeum Miasta Budziszyna. W międzyczasie otwarto też izbę muzealną w Hoyerswerdzie. Od 1989 muzeum jest placówką samodzielną.

## Zbiory
Muzeum zgromadziło około 35 000 inwentaryzowanych eksponatów, głównie związanych z dziedzictwem materialnym, ale też zdjęć i literatury, a także dzieła sztuki serbołużyckich twórców (obrazy, grafiki, plakaty i rzemiosło artystyczne). Bogato reprezentowana jest kolekcja strojów ludowych. Biblioteka liczy około 6500 tomów. Najcenniejszym dziełem jest w niej górnołużycka Cyrkwinska agenda z 1696 roku.

## Dyrektorzy
| Okres     | Nazwisko            |
| --------- | ------------------- |
| 1900–1908 | Jakub Šewčik        |
| 1908–1932 | Michał Wjerab       |
| 1932–1934 | Pawoł Nedo          |
| 1935–1941 | Jan Meškank         |
| 1957–1959 | Gerhard Mölke       |
| 1961–1980 | Arnošt Kowar        |
| 1982–1992 | Hanka Fascyna       |
| 1993–2014 | Tomasz Nawka        |
| wot 2014  | Christina Boguszowa |

## Galeria

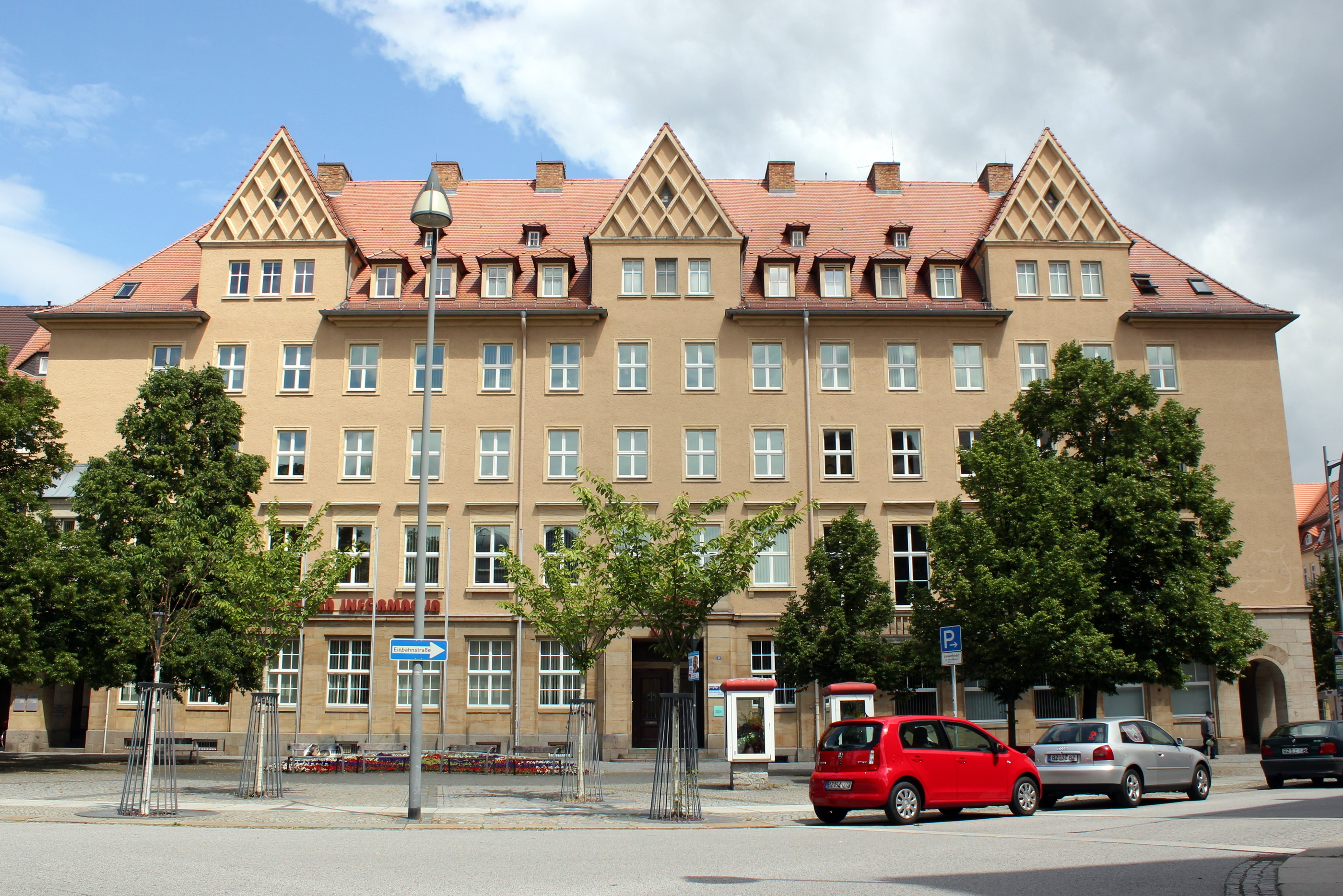
Dom Serbski (pierwsza siedziba muzeum)
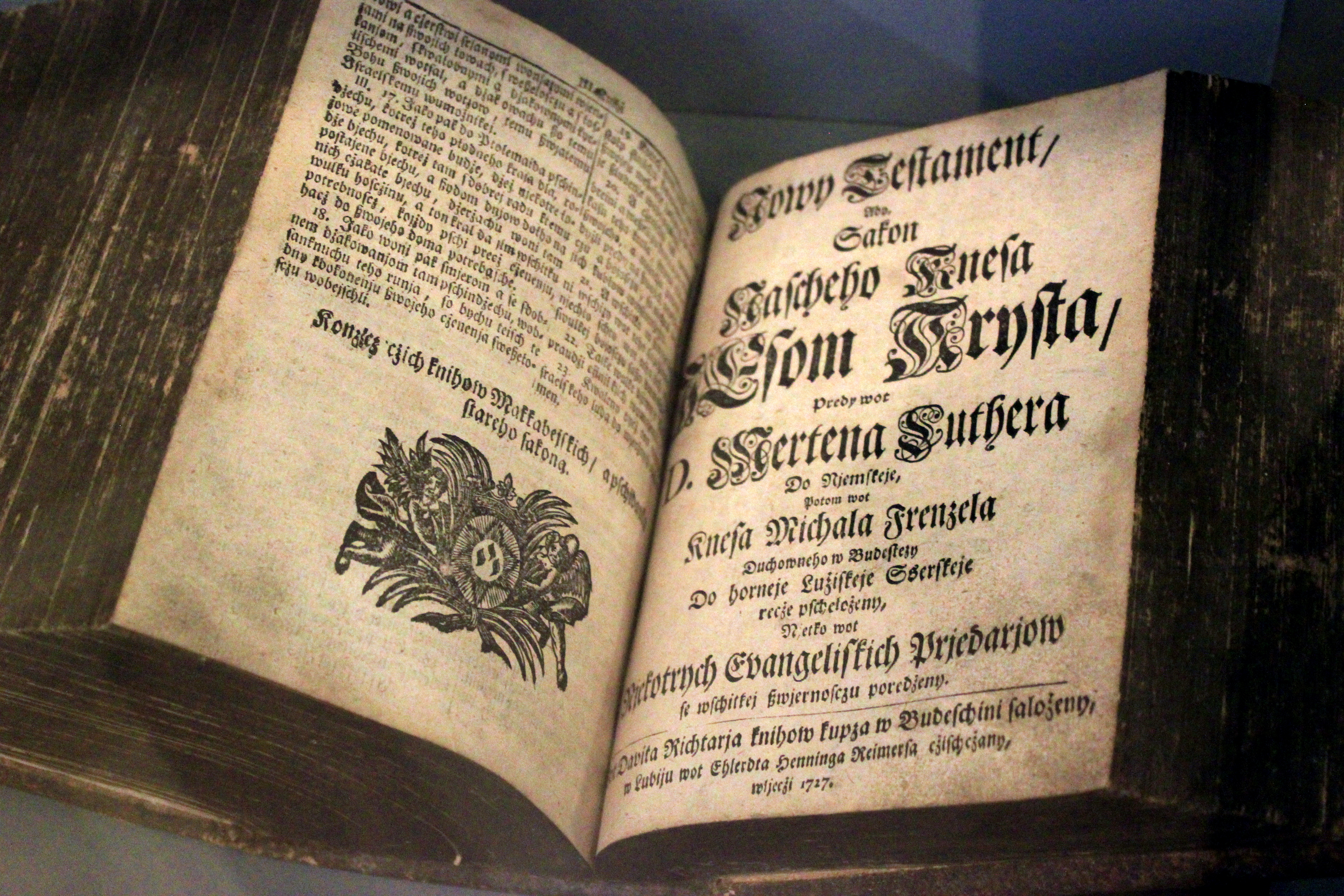
Nowy Testament (tłumaczenie Michała Frencla)
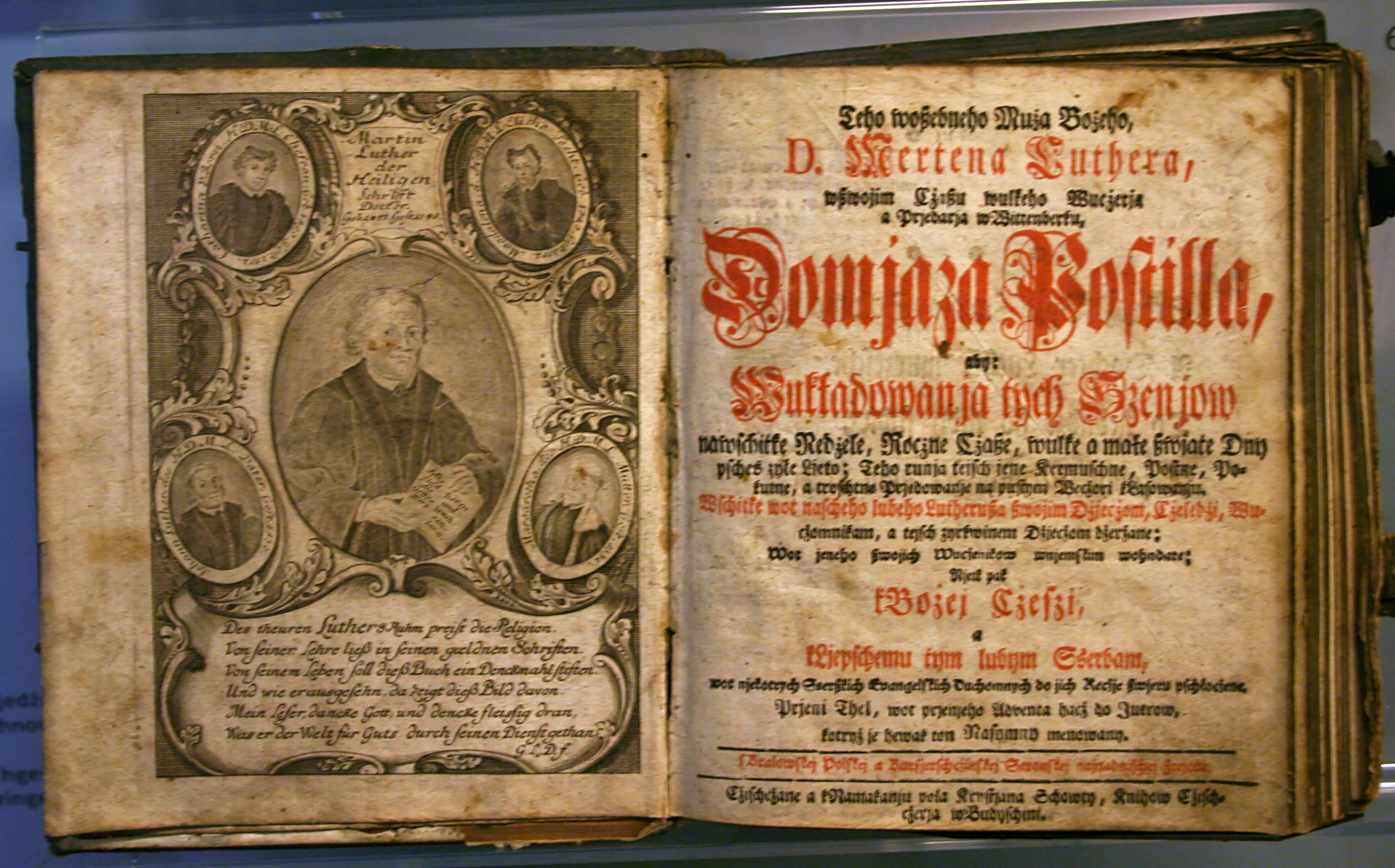
Hauspostille (górnołuż. Domjaca postila) Marcina Lutra
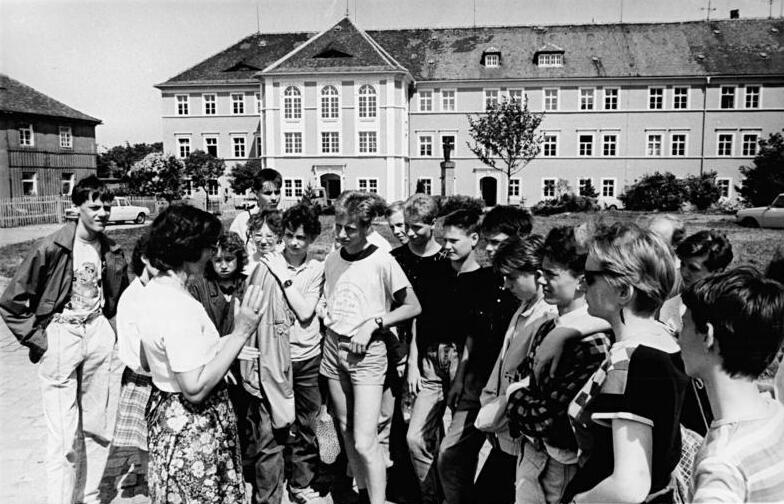
Otwarcie muzeum w 1989 jako samodzielnej placówki